# Dudley Chase
Dudley Chase (* 30. Dezember 1771 in Cornish, Provinz New Hampshire; † 23. Februar 1846 in Randolph, Vermont) war ein US-amerikanischer Jurist und Politiker, der den Bundesstaat Vermont im US-Senat vertrat.
Nach dem Besuch der öffentlichen Schulen machte Chase 1791 seinen Abschluss am Dartmouth College. Danach studierte er die Rechtswissenschaften, wurde 1793 in die Anwaltskammer aufgenommen und begann in Randolph als Jurist zu praktizieren. Von 1803 bis 1812 war er Staatsanwalt des Orange County.
Im Jahr 1805 wurde Chase in das Repräsentantenhaus von Vermont gewählt, dem er bis 1812 angehörte; ab 1808 war er dabei der Speaker der Parlamentskammer. In den Jahren 1814 und 1822 war er jeweils Delegierter zum Verfassungskonvent des Bundesstaates. Am 4. März 1813 zog er schließlich als Mitglied der Demokratisch-Republikanischen Partei in den US-Senat ein, wo er bis zu seiner Mandatsniederlegung am 3. November 1817 verblieb. Während dieser Zeit stand er unter anderem dem Justizausschuss des Senats vor.
Chase trat zurück, um Oberster Richter am Vermont Supreme Court zu werden. Dieses Amt hatte er bis 1821 inne; danach war er zwischen 1823 und 1824 wieder Abgeordneter im Repräsentantenhaus seines Staates, ehe er am 4. März 1825 in den Senat in Washington zurückkehrte. Diesmal vertrat er dort bis zum 3. März 1831 die Interessen der National Republican Party. Nach seinem Abschied aus der Politik widmete er sich der Landwirtschaft.
Dudley Chase war der Onkel von Salmon P. Chase, dem späteren US-Finanzminister und Obersten Bundesrichter. Ein weiterer Neffe, der nach ihm benannte Dudley Chase Denison, saß von 1875 bis 1879 für Vermont im US-Repräsentantenhaus.